# Bror Pettersson (fotbollsspelare)
Bror Pettersson var en svensk fotbollsspelare (vänsterinner) som representerade Gais i allsvenskan säsongen 1925/1926.
Pettersson kom från IF Welox och debuterade för Gais i en derbymatch mot IFK Göteborg i augusti 1925. Gais vann med 1–0, och enligt Svenska Dagbladet hade han "en ypperlig blick för spelet [...]. Hans bollbehandling var utomordentlig, och det fanns intet att anmärka mot hans energi." Han infriade dock inte förhoppningarna och gjorde endast tolv matcher för Gais i allsvenskan, men hann ändå på dessa matcher med att göra sex mål.